# Tropidurus torquatus
Espèce
Synonymes
- Stellio torquatus Wied-Neuwied, 1820
- Agama operculata Lichtenstein, 1822
- Agama brasiliensis Raddi, 1823
- Agama hispida sive tuberculata Spix, 1825
- Taraguira darwinii Gray, 1845

Statut de conservation UICN

 LC  : Préoccupation mineure
Tropidurus torquatus est une espèce de sauriens de la famille des Tropiduridae.

## Répartition
Cette espèce se rencontre :
- au Brésil dans les États du Rio Grande do Sul, du Minas Gerais, du Pernambouc et d'Espírito Santo ;
- en Guyane ;
- au Guyana ;
- au Suriname ;
- en Colombie ;
- en Argentine.

Sa présence est incertaine en Bolivie.

## Synonymie
- Tropidurus torquatus (Wiegmann, 1834) est synonyme de Strobilurus torquatus (Wiegmann, 1834).

## Publication originale
- Wied-Neuwied, 1820 : Reise nach Brasilien in den Jahren 1815 bis 1817. vol. 1 Heinrich Ludwig Bronner, Frankfurt.